# Saurauia denticulata
Saurauia denticulata är en tvåhjärtbladig växtart som beskrevs av C.B. Robinson. Saurauia denticulata ingår i släktet Saurauia och familjen Actinidiaceae. Inga underarter finns listade i Catalogue of Life.